# Оверолл, Парк
Парк О́веролл (англ. Park Overall; род. 15 марта 1957) — американская актриса, трёхкратный номинант на премию «Золотой глобус».

## Жизнь и карьера
Парк Оверолл родилась в Нэшвилле, штат Теннесси в семье профессора и федерального судьи и будучи подростком принимала участие в политических кампаниях сенаторов-демократов Теннесси. После окончания колледжа она поступила в университет штата Теннесси и переехала в Нью-Йорк чтобы начать карьеру лишь в середине восьмидесятых, когда ей было ближе к тридцати.
Оверолл добилась наибольшей известности благодаря своей роли Лаверн Тодд в комедийном телесериале «Пустое гнездо», спин-оффе ситкома «Золотые девочки». Шоу транслировалось с 1988 по 1995 год и Оверолл трижды номинировалась на премию «Золотой глобус» за лучшую женскую роль второго плана — мини-сериал, телесериал или телефильм, а также получила несколько других наград. Между съемками в шоу она сыграла роли второго плана в нескольких крупных фильмах, таких как «Миссисипи в огне», «Радиоболтовня», «Заблудшие ангелы», «Детсадовский полицейский», «Исчезновение» и «Карточный домик». В двухтысячных её карьера сошла на нет и она в основном была заметна в ситкоме «Риба» в 2001—2002 годах.
В начале двухтысячных Оверолл переквалифицировалась в политического и общественного активиста, а в 2012 году выдвигалась в Сенат США.